# 愛知県幼稚園の廃園一覧
愛知県幼稚園の廃園一覧（あいちけんようちえんのはいえんいちらん）は、愛知県内の廃園になった幼稚園の一覧。対象となるのは、学制改革（1947年）以降に廃園となった幼稚園、および分園である。園名は廃園当時のもの。廃園時に幼稚園が所在していた自治体がその後合併により消滅している場合は、現行の自治体に含める。また現在休園中の県内の幼稚園（分園）も、その多くは実質上、廃園と同じ状態にあるため参考として記載する。
（）内は、廃園になった年（休園の場合は、その措置が取られた年）である。

## 名古屋市
- 天神山幼稚園
- 明生幼稚園
- 名古屋市立栄幼稚園（1999年）[1]
- 名古屋市立六反幼稚園（2001年）[2]
- 名古屋柳城短期大学附属瑞穂幼稚園（2005年）[3]
- 名古屋市立内山幼稚園（2008年[4]名古屋市立第二幼稚園へ統合）
- 名古屋市立杉村幼稚園（2009年）[5]
- 名古屋市立浦里幼稚園（2009年）
- 名古屋市立比良幼稚園（2010年）
- 名城幼稚園（2010年）
- みそのラファエル幼稚園（2016年鳴海みその園と統合しみそのラファエルこども園へ）[6]
- 上飯田幼稚園（2017年上飯田みらいこども園へ移行）[7]
- 陽明旭幼稚園（2018年旭幼稚園と統合し旭キンダーの丘幼稚園へ）[8]
- 旭幼稚園（2018年陽明旭幼稚園と統合し旭キンダーの丘幼稚園へ、跡地はあさひナーサリーの園へ）[8]
- 若松幼稚園〈旧〉（2018年幼保連携型認定こども園若松幼稚園〈新〉へ移行）[9]
- 光和幼稚園〈旧〉（2018年幼保連携型認定こども園光和幼稚園〈新〉へ移行）[10]
- 葵第一幼稚園〈旧〉（2018年幼保連携型認定こども園葵第一幼稚園〈新〉へ移行）[10]
- 愛英黒石幼稚園（2019年愛英名東幼稚園へ統合）[11]
- 法誓幼稚園（2019年）[12]
- 国風第三幼稚園（2019年すくすくこども園へ移行）[13]
- 小桜幼稚園〈旧〉（2019年幼保連携型認定こども園小桜幼稚園〈新〉へ移行）[14]
- 戸田桜台幼稚園[15]（2020年戸田桜台こども園へ移行）[16]
- 五反田幼稚園〈旧〉（2021年幼保連携型認定こども園五反田幼稚園〈新〉へ移行）[17]
- 正雲寺幼稚園（2021年[17]幼保連携型認定こども園Kids BASEへ移行[18]）
- 名古屋市立報徳幼稚園（2022年）[19]
- 名古屋市立はとり幼稚園（2022年）[20]
- いずみ幼稚園（2022年）[21]
- 名古屋市立比良西幼稚園（2023年）[22]
- 明星幼稚園〈旧〉（2023年明星きぼう園と統合し幼保連携型認定こども園明星幼稚園〈新〉へ）[23]
- 弥富幼稚園〈旧〉（2023年幼保連携型認定こども園弥富幼稚園〈新〉へ移行）[24]

## 豊橋市
- 野依台幼稚園
- 希望が丘幼稚園（2015年希望が丘保育園と統合し希望が丘こども園へ）[25]
- 豊橋才能教育幼稚園（2015年豊橋才能教育こども園へ移行）[26]
- 希望が丘第二幼稚園（2018年希望が丘第二こども園へ移行）[27]
- 恵日幼稚園（2018年[10]恵日こども園[28]へ移行）
- 豊橋旭幼稚園[29]（2019年豊橋旭こども園へ移行）[30]
- 悟真寺幼稚園〈旧〉（2020年幼保連携型認定こども園悟真寺幼稚園〈新〉へ移行）[31]
- こばと幼稚園〈旧〉（2021年幼保連携型認定こども園こばと幼稚園〈新〉へ移行）[17]

## 岡崎市
- 岡崎市立梅園幼稚園[32]（2017年岡崎市立梅園こども園へ移行）[33]
- 岡崎市立広幡幼稚園[32]（2017年岡崎市立広幡こども園へ移行）[33]
- 岡崎市立矢作幼稚園[32]（2017年岡崎市立矢作こども園へ移行）[33]
- みやこ幼稚園〈旧〉（2023年認定こども園みやこ幼稚園〈新〉へ移行）[34]
- やはぎみやこ幼稚園〈旧〉（2023年認定こども園やはぎみやこ幼稚園〈新〉へ移行）[34]

## 一宮市
- 九品寺幼稚園〈旧〉（2018年幼保連携型認定こども園九品寺幼稚園〈新〉へ移行）[10]
- 大野幼稚園（2019年幼保連携型認定こども園おおの子どもの庭へ移行）[35]
- 北方幼稚園〈旧〉（2021年幼保連携型認定こども園北方幼稚園〈新〉へ移行）[36]
- きそがわ幼稚園〈旧〉（2021年幼保連携型認定こども園きそがわ幼稚園〈新〉へ移行）[17]
- 金剛プラザ幼稚園（2022年）[37]

## 半田市
- 半田市立板山幼稚園（2014年）[38]

## 春日井市
- 高森台幼稚園
- 中央大和幼稚園〈旧〉（2018年幼保連携型認定こども園中央大和幼稚園〈新〉へ移行）[39]
- 中央台幼稚園〈旧〉（2021年幼保連携型認定こども園中央台幼稚園〈新〉へ移行）[17]
- 桃の花幼稚園（2022年）[40]
- 春日マリア幼稚園（2023年春日マリアこども園へ移行）[41]

## 豊川市
- きりしま幼稚園
- 豊川東幼稚園〈旧〉（2018年幼保連携型認定こども園豊川東幼稚園〈新〉へ移行）[10]

## 津島市
- 津島西幼稚園
- 津島市立津島幼稚園（2022年）[42]

## 豊田市
- 五ヶ丘大和幼稚園〈旧〉（2016年幼保連携型認定こども園五ヶ丘大和幼稚園〈新〉へ移行）[39]
- 林丘幼稚園〈旧〉（2017年幼保連携型認定こども園林丘幼稚園〈新〉へ移行）[26]
- 名古屋柳城短期大学附属豊田幼稚園〈旧〉（2019年名古屋柳城短期大学附属幼保連携型認定こども園豊田幼稚園〈新〉へ移行）[44]

## 安城市
- てらべ幼稚園〈旧〉（2018年幼保連携型認定こども園てらべ幼稚園〈新〉へ移行）[10]
- 慈恵幼稚園〈旧〉（2019年幼保連携型認定こども園慈恵幼稚園〈新〉へ移行）[45]
- 第二慈恵幼稚園〈旧〉（2020年幼保連携型認定こども園第二慈恵幼稚園〈新〉へ移行）[15]
- 二本木幼稚園（2022年[46]幼保連携型認定こども園にほんぎ幼稚園[47]へ移行）

## 西尾市
- 西尾中央幼稚園〈旧〉（2020年幼保連携型認定こども園西尾中央幼稚園〈新〉へ移行）[15]

## 江南市
- 江南第二幼稚園（2018年認定江南こども園グレイスへ移行）[48]
- 修文大学附属藤ヶ丘幼稚園（2020年）[15]

## 小牧市
- 外山幼稚園（2019年[29]とやまこども園[49]へ移行）

## 稲沢市
- 六輪幼稚園（2022年）[50]

## 東海市
- 明佳幼稚園〈旧〉（2020年幼保連携型認定こども園明佳幼稚園〈新〉へ移行）[15]
- 葵名和幼稚園〈旧〉（2022年[51]幼保連携型認定こども園葵名和幼稚園〈新〉[52]へ移行）

## 大府市
- 大府西パレット幼稚園〈旧〉（2020年幼保連携型認定こども園大府西パレット幼稚園〈新〉へ移行）[15]
- 幼稚園型認定こども園ジーニアス幼稚園〈旧〉（2022年幼保連携型認定こども園ジーニアス幼稚園〈新〉へ移行）[53]

## 知多市
- 世真留愛敬幼稚園（2017年休園、2019年9月27日廃園）[54]
- 明愛幼稚園〈旧〉（2019年幼保連携型認定こども園明愛幼稚園〈新〉へ移行）[29]
- 知多市立東部幼稚園（2023年知多クロスこども園へ移行）[55]

## 尾張旭市
- 三郷幼稚園（1992年）

## 高浜市
- 高浜市立高浜北部幼稚園（2004年）
- 高浜市立高浜幼稚園（2020年たかはまこども園へ移行）[56]

## 豊明市
- 双峰幼稚園（2022年幼保連携型認定双峰こども園リジョイス幼稚園へ移行）[57]

## 日進市
- 香久山幼稚園〈旧〉（2019年幼保連携型認定こども園香久山幼稚園〈新〉へ移行）[29]
- 和合あかつき幼稚園〈旧〉（2020年幼保連携型認定こども園和合あかつき幼稚園〈新〉へ移行）[15]

## 田原市
- 田原赤石幼稚園（2016年田原赤石こども園へ移行）[58]

## 清須市
- 清須市立西枇杷島第2幼稚園（2014年）[59]

## 弥富市
- 弥富第一幼稚園（2018年）[10]

## 海部郡
- 須成東幼稚園〈旧〉（2022年幼保連携型認定こども園須成東幼稚園〈新〉へ移行）[60]

## 知多郡
- 知多大和幼稚園〈旧〉（2017年幼保連携型認定こども園知多大和幼稚園〈新〉へ移行）[39]
- 東ヶ丘幼稚園〈旧〉（2020年幼保連携型認定こども園〈新〉へ移行）[15]